# Vorwerk Podemus
Das Vorwerk Podemus ist ein denkmalgeschützter, ortsbildprägender Vierseithof in Podemus, in der Ortschaft Mobschatz im Westen der Stadt Dresden.
Seit 1991 ist das Vorwerk ein Betrieb der Ökologischen Landwirtschaft, der unter der Marke „Vorwerk Podemus“ außerdem einen Hofladen und mehrere Biosupermärkte und Bioläden in und um Dresden betreibt.

## Hofanlage
Der Vierseithof besteht aus einem Wohnstallhaus, einem Seitengebäude mit Kumthalle, einer Scheune und Toranlagen. Auf dem Wohnstallhaus ist eine Tafel mit Stierrelief und auf dem Seitengebäude ist eine Tafel, auf der ein Pferd abgebildet ist. Es stammt aus Zeit um 1800. Die Hofanlage ist als Zeugnis ländlicher Architektur und Volksbauweise baugeschichtlich bedeutend.
Außerhalb des Vierseithofs besitzt das Vorwerk weitere landwirtschaftliche Betriebsgebäude. Zum Vorwerk gehören rund 310 Hektar landwirtschaftlich genutzte Flächen auf den Hochflächen um den Zschonergrund, davon 60 Hektar Grünland, 250 Hektar Ackerland und 11,5 Hektar Obstbauflächen.

## Geschichte

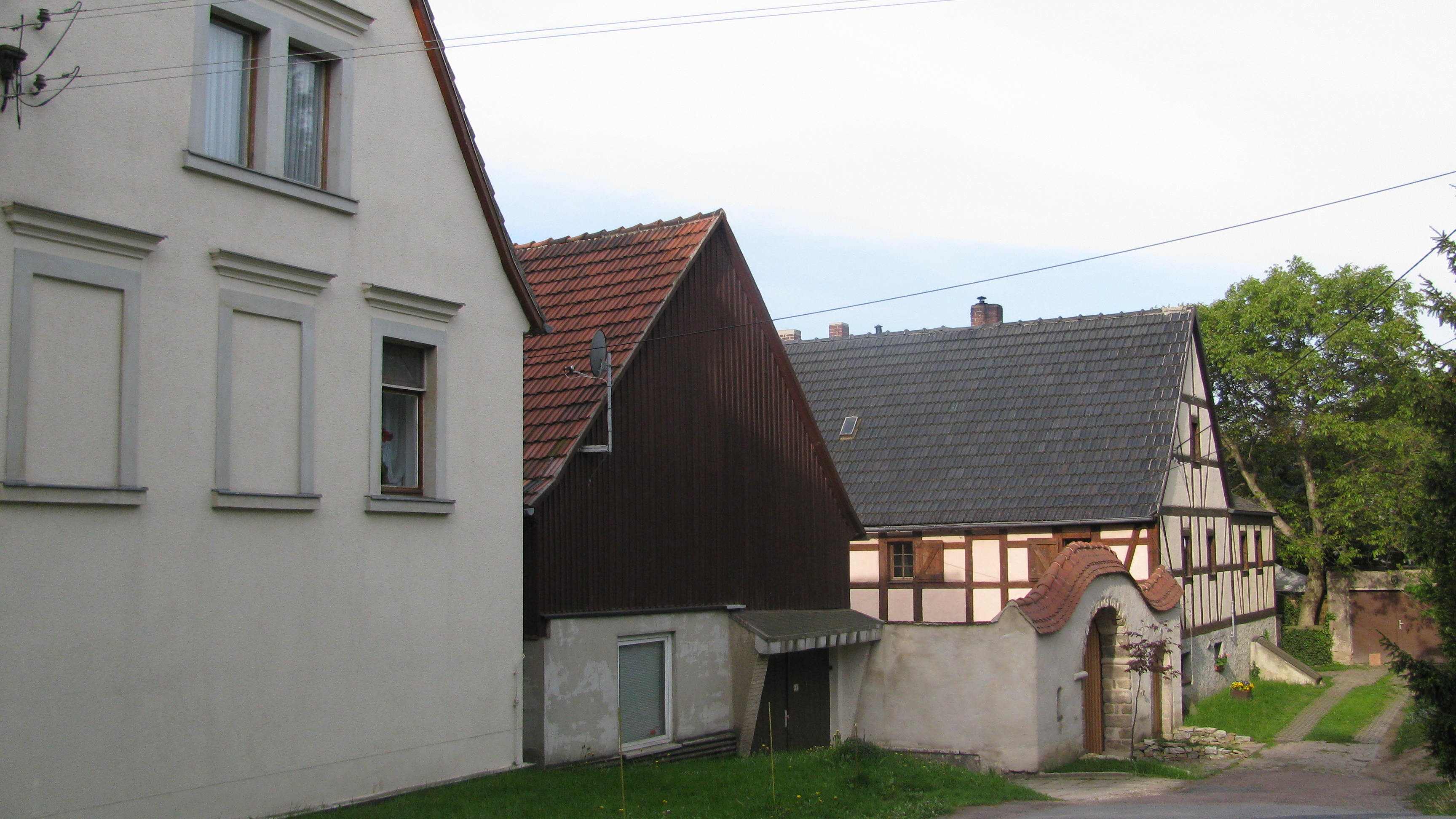
Alter Dorfkern von Podemus

Das Vorwerk wurde keinesfalls vor 1150 angelegt, wahrscheinlicher jedoch im 13. Jahrhundert. In dieser Zeit hielt das Bistum Meißen die Ländereien in und um Podemus inne. Ein Vorwerk ist ein Gutshof einer Burg oder Befestigungsanlage. Die erste schriftliche Erwähnung des Vorwerks Podemus datiert von 1387 und im Jahre 1406 ging das Vorwerk vom Bistum Meißen an die Gebrüder Krystan und Nickel Pietzsch über, in deren Familienbesitz es bis 1570 blieb.
Die nächste Erwähnung war 1745 bei der Schlacht bei Kesselsdorf, bei der infolge der Kriegshandlungen das Vorwerk Podemus bis auf die Grundmauern niederbrannte. Im Jahr 1793 entschied sich der neue Eigentümer J. C. Rudolph, das Betriebsgebäude des alten Vorwerks auf den Grundmauern neu aufzubauen. Die Familie Rudolph verkaufte das Vorwerk wiederum 1860 an den Dresdner Bankier Werner. Im Jahre 1900 gelangte August Probst durch Einheirat in den Besitz des Vorwerks. Nach dessen Tod übernahm 1932 dessen Sohn Helmut die Führung des Familienguts. Im Zweiten Weltkrieg bewirtschafteten die allein dagebliebenen Frauen das Vorwerk, nur mit Unterstützung einiger verbliebener Männer aus Schlesien und dem Sudetenland.
Nach dem Krieg erhielt die Familie Probst trotz der Abgaben für Großbauern ab 1953 die Eigenbewirtschaftung aufrecht. Nach der Zwangskollektivierung 1960 flüchtete die Familie in den Westen Deutschlands. Die LPG mit dem Namen „Karl Marx“ bewirtschaftete bis zu ihrer Auflösung 1992 das Vorwerk.
Nach der Auflösung der LPG 1992 erhielt Familie Probst Vorwerk Podemus gemäß dem Gesetz zur Regelung offener Vermögensfragen rückübertragen und begann, den Hof nach den Prinzipien des ökologischen Landbaus zu bewirtschaften. Im Jahre 2001 wurde der erste Hofladen in Podemus eröffnet, in dem zuerst nur Bio-Lebensmittel aus eigener Produktion verkauft wurden. Später wurde das Angebot ausgeweitet. Im Jahr 2004 wurden ein neuer Kuhstall fertiggestellt und ein neues Melkhaus eingeweiht. Der ehemalige Kuhstall wird seit 2006 als neuer Hofladen genutzt. Aufgrund wachsender Nachfrage begann 2008 der Bau der eigenen Biofleischerei, die 2009 fertiggestellt wurde. Ab 2009 eröffnete die Besitzerfamilie unter der Marke „Vorwerk Podemus“ weitere Biomärkte in mehreren Dresdner Stadtteilen, Radebeul, Freiberg, Bautzen und Pirna. Im Jahre 2016 eröffnete das Vorwerk Podemus seine erste Biogastronomie im Empfangsgebäude des Bahnhofs Dresden-Klotzsche. 2022 wurde eine eigene Molkerei eröffnet.